# Каплани, Мухамет
Мухамет Исмаил Каплани (алб. Muhamet Kapllani; 6 июля 1943, Кавая) — албанский политический и государственный деятель, дипломат, министр иностранных дел Албании (1991), педагог.

## Биография
С 1962 по 1966 год обучался на отделении английской филологии факультета западных языков Пекинского университета.
В 1966—1974 годах работал преподавателем и заведующим кафедрой английского языка Университета Тираны. В 1972—1974 годах был заместителем декана факультета иностранных языков Тиранского университета.
С 1974 года — на дипломатической работе. В 1974—1978 годах работал в дипломатическом представительстве Албании при ООН. В 1984—1990 годах — заместитель министра иностранных дел, в 1991 году занял пост министра МИДа Албании, работал в правительствах Ф. Нано и Ю. Буфи.
В 1991 году от имени Албании подписал Парижскую хартию и положения Хельсинкского акта Совещания по безопасности и сотрудничеству в Европе. Это позволило Албании выйти из состояния международной изоляции, которое длилось с 1960-х годов.
В марте 1991 года посетил Вашингтон (США), где подписал соглашение о восстановлении дипломатических отношений Албании и США. В июне 1991 года на Корфу провёл переговоры с министром иностранных дел Греции А. Самарасом относительно нормализации греко-албанских отношений.
В 1990-х годах сотрудничал с международным фондом, работающим в Вашингтоне. С 1998 по 2002 год читал лекции в Нью-Йорке. В 2002—2007 годах был советником по международной политике президента Альфреда Мойсиу. Работал директором Албанского института политических исследований.
Является автором нескольких учебников английского языка .

## Избранные публикации
- 1970: Spoken english : first year
- 1971: Albania to — day : topics for oral class
- 1972: Fjalor themelor anglisht-shqip
- 1972: Translation course